# IM Motors
IM Motors ist ein chinesischer Automobilhersteller. Es ist ein Joint Venture von SAIC Motor und den Technologiefirmen Zhangjiang Hi-Tech und Alibaba Group. Die Fahrzeuge werden als IM (Intelligente Mobiltät) vermarktet und zielen auf das „Premium“-Segment.

## Geschichte
Das Joint Venture der drei Unternehmen wurde im Dezember 2020 gegründet. Einer Quelle zufolge hält SAIC Motor 54 % der Anteile, während Alibaba und Zhangjiang Hi-Tech je 18 % halten – allerdings sind das zusammen nur 90 %. Zum Start wurde eine Limousine mit Elektroantrieb angekündigt.
An der Auto Shanghai 2021 wurde das Modell L7 erstmals der Öffentlichkeit präsentiert. Außerdem wurden zwei Konzeptfahrzeuge, das Airo Concept sowie das LS7 Concept, gezeigt. Ab April 2022 wurde der L7 ausgeliefert.
Nach der Einführung eines Crossover-Modells LS6 im Jahr 2023 wurde auf dem Genfer Auto-Salon 2024 die Limousine L6 vorgestellt. Beide Modelle werden seit Juli 2025 auch in Europa – beginnend mit dem britischen Markt – angeboten. Sie werden dort unter der Marke MG geführt.

## Modelle
| Bild   | Modell | Verkaufszeitraum |
| ------ | ------ | ---------------- |
| IM L7  | IM L7  | 2022–            |
| IM LS7 | IM LS7 | 2023–            |
| IM LS6 | IM LS6 | 2023–            |
| IM L6  | IM L6  | 2024–            |
|        | IM LS9 | 2025–            |